# Ernst von Bodelschwingh l'Ancien
Ernst Albert Karl Wilhelm Ludwig von Bodelschwingh (né le 26 novembre 1794 au manoir de Velmede près de Weddinghofen et mort le 18 mai 1854 à Medebach, Sauerland) est un avocat administratif prussien et ministre d'État du royaume de Prusse.

## Biographie

### Origine et formation
Ernst von Bodelschwingh est issu de la famille noble de Westphalie Bodelschwingh (de). Ses parents sont Franz von Bodelschwingh et Friederike, née von Plettenberg zu Heyde (de). Son frère Carl von Bodelschwingh est ministre prussien des Finances de 1862 à 1866.
Après avoir obtenu son diplôme d'études secondaires au lycée Hammonense (de), Ernst étudie à l'académie forestière ducale de Nassau à Dillenburg. Il étudie ensuite les sciences politiques et le droit à la nouvelle université Frédéric-Guillaume de Berlin.

### Temps de guerre et remise des diplômes
En 1813, il participe aux guerres napoléoniennes sous le pseudonyme de « von Boden ». En tant que membre du régiment du Corps, il combat dans la bataille de Lützen, la bataille de Bautzen et la bataille de Leipzig. Il reçoit les deux classes de la croix de fer. Blessé d'une balle aux poumons lors des combats près de Freyburg, il est sauvé par Friedrich Georg von Stein (de) et met huit mois à se remettre. Cependant, sa santé reste en mauvaise santé à cause de cette blessure. Il poursuit ses études en 1814 à l'université Georges-Auguste de Göttingen et devient membre du Corps Guestphalia II. Nommé officier au début de la guerre en 1815, il termine la guerre comme major. Membre de la Landwehr, il est promu colonel en 1842.

### Famille
Ernst von Bodelschwingh se marie le 27 juillet 1822 avec Charlotte von Diest (née le 27 novembre 1793 et morte le 27 mai 1869), fille du président du tribunal Friedrich von Diest et de Maria von Oven. Le mariage a deux filles et cinq fils, dont :
- Friederike Julie Eleonore Charlotte (née le 25 février 1826)
- Franz Karl August Ludwig (de), administrateur de l'arrondissement d'Hamm (de) (né le 9 novembre 1827 et mort le 3 avril 1890) mariée avec Clara von Hymmen (né le 11 avril 1832)
- Friedrich, pasteur, théologien protestant et fondateur de la Fondation von Bodelschwingh de Bethel (de) (né le 6 mars 1831) marié Ida von Bodelschwingh (de) (née le 15 avril 1835 et morte le 5 décembre 1894)
- Ernst Friedrich Eugen August (né le 31 octobre 1834 et mort le 8 mai 1863), premier-lieutenant marié en 1860 avec Elise von Stein (née le 13 septembre 1832 et morte le 10 décembre 1892)

## Travaux

### Début de carrière juridique
Après avoir terminé ses études, v. Bodelschwingh est avocat stagiaire et assesseur auprès des gouvernements des districts de Münster, Clèves et Arnsberg et pendant une courte période au ministère des Finances à Berlin.

### Début de carrière administrative et politique
En 1822, il est nommé administrateur de l'arrondissement de Tecklembourg (de) et reste à ce poste jusqu'en 1831. Il devient ensuite conseiller principal du gouvernement (de) à Cologne et à peine six mois plus tard, il est président du district de Trèves.
De 1830 à 1833, il est député du parlement provincial de Westphalie (de) pour la circonscription de Mark. Après la convocation du parlement uni prussien, v. Bodelschwingh, en tant que commissaire royal, est responsable de la préparation et de la mise en œuvre.
En été 1834, v. Bodelschwingh est nommé par le roi Frédéric-Guillaume III haut président de la province de Rhénanie à Coblence. À 39 ans, il est l'un des plus jeunes hauts présidents de Prusse. Cette carrière est restée unique dans l'histoire administrative prussienne. Mais l'ascension de von Bodelschwingh ne s'arrête pas là.

### Mandats à Berlin, départ et retour en politique
En 1842, le roi le nomme ministre des Finances, après quoi il quitte la province de Rhénanie et s'installe à Berlin avec sa famille. Après le départ du comte d'Alvensleben, von Bodelschwingh devient ministre en 1844. En 1845, il prend la charge de ministre de l'Intérieur. Cela fait de lui le plus haut ministre de Prusse. Lorsqu'il ne peut plus se réconcilier avec la politique royale et que la Révolution de Mars a lieu en 1848, il se retirz de la politique. Lui et sa famille sont retournés en Westphalie dans le domaine de leurs parents Haus Velmede à Weddinghofen. En septembre 1849, von Bodelschwingh revient en politique.
Il se présente dans la circonscription de Soest-Hamm et est élu député de la seconde chambre du parlement de l'État prussien. Il appartient à la faction libérale de droite Centrum (à ne pas confondre avec le Zentrum). Après la Révolution allemande, il siège à l'assemblée du peuple du Parlement de l'Union d'Erfurt. Il est député de la 4e circonscription de la ville de Berlin et président de la commission constitutionnelle. Jusqu'en mars 1850, il est président du conseil d'administration de l'Union.
En 1852, von Bodelschwingh est nommé président du district d'Arnsberg.
À l'âge de 59 ans, von Bodelschwingh succombe à une maladie pulmonaire lors d'un voyage d'affaires.

## Ouvrages
- Ernst von Bodelschwingh: Leben des Ober-Präsidenten Freiherrn von Vincke: Nach seinen Tagebüchern bearbeitet. Berlin 1853.